# WISE 0313+7807
WISE 0313+7807 (förkortning av WISEPA J031325.96+780744.2) är en brun dvärg av spektralklass T8.5,  belägen i den mellersta delen av stjärnbilden Cepheus cirka 21 ljusår från jorden.

## Upptäckt
WISE 0313 + 7807 upptäcktes 2011 av J. Davy Kirkpatrick et al. från data, insamlade av NASA:s 40 cm rymdteleskop för infraröd våglängd, Wide-field Infrared Survey Explorer (WISE), vilket uppdrag varade från december 2009 till februari 2011. År 2011 publicerade Kirkpatrick et al. en artikel i The Astrophysical Journal Supplement, där de presenterade upptäckten 98 av WISE nyfunna bruna dvärgar med komponenter av spektraltyperna M, L, T och Y, bland vilka också fanns WISE 0313 + 7807. [anmärkning 1]

## Avstånd
För närvarande är den mest exakta avståndsuppskattningen av WISEPA J031325.96+780744.2 en trigonometrisk parallax, publicerad 2019 av Kirkpatrick et al.: 134,3 ± 3,6 mas, motsvarande 7,4+0,2
−0,2 parsec, eller 243+0,7
−0,6 ljusår.
| Source                    | Parallax, mas | Avstånd, parsec | Avstånd, ljusår | Ref.  |
| ------------------------- | ------------- | --------------- | --------------- | ----- |
| Beichman et al. (2014)    | 153 ± 15      | 6,5+0,7−0,6     | 21,3+2,3−1,9    | [ 4 ] |
| Kirkpatrick et al. (2019) | 134,3 ± 3,6   | 7,4+0,2−0,2     | 24,3+0,7−0,6    | [ 3 ] |

Den bästa uppskattningen är markerad med fetstil.

## Anteckningar
1. Dessa 98 bruna dvärgar är bara bland de första, inte alla, som upptäckts från data, insamlade av WISE. Sex upptäckter publicerades tidigare (dock också listade i Kirkpatrick et al. (2011)) i Mainzer et al. (2011) och Burgasser et al. (2011), och de andra upptäckterna publicerades senare.